# Dorans
Dorans es una comuna francesa situada en el departamento del Territorio de Belfort, de la región de Borgoña-Franco Condado.
Los habitantes se llaman Doranais.

## Geografía
Está ubicada a 5 km al sur de Belfort. Forma parte de la aglomeración urbana de esta ciudad.

## Demografía
| 238 | 306 | 411 | 447 | 509 | 552 | 556 | 718 |
| Para los censos de 1962 a 1999 la población legal corresponde a la población sin duplicidades (Fuente: INSEE [Consultar]) |     |     |     |     |     |     |     |